# Mean Streets
Mean Streets és un drama criminal estatunidenc dirigit per Martin Scorsese i estrenada el 1973. Coescrita per Scorsese i Mardik Martin. La pel·lícula és protagonitzada per Harvey Keitel i Robert De Niro. Va ser estrenada per Warner Bros. el 2 d'octubre de 1973. De Niro va guanyar la National Society of Film Critics i el premi New York Film Critics Circle al millor actor secundari pel seu paper de "Johnny Boy" Civello.
El 1997, Mean Streets va ser seleccionada per a la seva preservació al National Film Registry dels Estats Units per la Biblioteca del Congrés com a "important cultural, històricament o estètica".
Va ser emesa i doblada al català el 1986.

## Argument
Al barri de Little Italy a Nova York, Charlie i Johnny Boy intenten obrir-se camí. Si Charlie té les seves oportunitats, gràcies al seu oncle ben situat a la màfia, que li promet la gestió d'un restaurant, Johnny Boy ha acumulat alguns deutes que no pot tornar i multiplica les provocacions. Charlie, marcat per la religió i la figura de Francesc d'Assís, intenta salvar un Johnny Boy que es condemna ell mateix cada dia més.

## Comentaris
Aquesta pel·lícula marca l'estrena les vuit col·laboracions entre el director Martin Scorsese i l'actor Robert De Niro. Després de diverses pel·lícules més aviat confidencials, aquest últim va explotar amb Mean Streets. L'any següent, rodava El Padrí II sota la direcció de Francis Ford Coppola, interpretació magistral que li va valer l'Oscar al millor actor secundari.
Scorsese va utilitzar principalment cançons pop vintage com a banda sonora de la pel·lícula, un moviment revolucionari en aquell moment. La cançó dels crèdits del començament és Be My Baby de The Ronettes, que es considera un dels moments més memorables de la seva carrera. També es pot sentir a la pel·lícula el cèlebre èxit dels Rolling Stones, Jumping Jack Flash, que correspon precisament a la segona aparició de Johnny Boy, el personatge interpretat per De Niro. Martin Scorsese ha tingut des de llavors el costum de cuidar les seves bandes originals, sobretot a Un dels nostres i a Casino.
Aquest va ser el primer llargmetratge de Scorsese de disseny propi. El director John Cassavetes li va dir després de completar Boxcar Bertha: «Acabes de passar un any de la teva vida fent un tros de merda». Això va inspirar a Scorsese a fer una pel·lícula sobre les seves pròpies experiències.
El productor Jonathan Taplin li va agradar el guió i estava disposat a recaptar els 300.000 dòlars que volia Scorsese si Corman prometia, per escrit, distribuir la pel·lícula. El suggeriment de blaxploitation va quedar en res quan el finançament de Warner Bros. li va permetre fer la pel·lícula amb personatges italoamericans.

## Repartiment
- Robert De Niro: Johnny Boy
- Harvey Keitel: Charlie Cappa
- David Proval: Tony DeVienazo
- Amy Robinson: Teresa Ronchelli
- Richard Romanus: Michael Longo
- Martin Scorsese: Shorty
- Cesare Danova: Giovanni Cappa
- Victor Argo: Mario
- George Memmoli: Joey Scala
- Lenny Scaletta: Jimmy
- Jeannie Bell: Diane
- Murray Moston: Oscar
- David Carradine: L'home ebri al bar
- Robert Carradine: L'assassí de l'home ebri
- Lois Walden: La noia jueva
- Harry Northup: El soldat Jerry